# Remady
Remady, de son vrai nom Marc Würgler (né le 12 décembre 1977 à Zurich), est un DJ et producteur suisse. Connu en Europe grâce à son titre No Superstar, il enchaîne divers single tels Give Me a Sign ou Do it on My Own avec la collaboration du chanteur anglais Craig David. À la suite des bonnes ventes du premier single, l'album No Superstar - The Album voit le jour le 27 août 2010 en Suisse, puis le 23 octobre en France.
No Superstar est enregistrée en 2007, mais ce titre ne rencontre le succès qu'à partir de l'année 2009 pour le Danemark puis en 2010 en France, Suisse et Belgique. Avec 15 000 exemplaires singles vendus au Danemark, No Superstar est certifié disque d'or[réf. nécessaire].

## Biographie
Artiste suisse originaire de Zurich, Marc Würgler acquiert les bases du DJing à l'âge de 9 ans en suivant les traces de son frère. Totalement autodidacte, il mixe dans des soirées étudiantes pour se faire la main, et se fait un nom dans les clubs underground suisses et londoniens où il fait chauffer les platines. À ses 22 ans, il découvre la scène anglaise et acquiert une certaine notoriété dans le circuit et signe sa première chanson sur le label Houseworks. Depuis, il fait également des remixes. Il a déjà travaillé sur le morceau Groove on de Timati feat. Snoop Dogg, Bang that Box de Roger Sanchez, Scared of Me de Fedde le Grand, Falling de Spit, Rise d'Ian Carey, et sur le morceau  Vers la lumière du rappeur suisse Stress.
Après No Superstar, qui lui permet de percer sur la scène internationale, Remady veut produire son premier album perso. Son nouveau single Give Me a Sign en est l'exemple. Manu-L,. Il participe aussi à l'album de Lumidee, ainsi qu'une collaboration avec la star britannique Craig David Do It On My Own (le 3e single – playlisté sur toutes les radios). Puis, le single Save Your Heart et The Way We Are encore avec Manu-L sortent en cette fin 2011.
De retour en 2012, Remady sort un nouveau single toujours avec Manu-L, mais aussi J-Son nommé Single Ladies tandis que son deuxième album The Original sort le 23 mars 2012.

## Discographie

### Albums studio
- 2010 : No Superstar - The Album
- 2012 : The Original
- 2015 :  1+1=3